# Teorema de Cauchy (geometría)
El teorema de Cauchy es un teorema en geométrico, llamado así por Augustin Cauchy. Afirma que
| Cuando dos politopos convexos en tres dimensiones tienen sus caras correspondientes congruentes entre sí, entonces los propios politopos también son congruentes entre sí. |

Es decir, cualquier desarrollo de un poliedro formado al desplegar sus caras sobre una superficie plana, junto con las instrucciones de pegado que describen qué caras deben conectarse entre sí, determina de forma única la forma del poliedro original. Por ejemplo, si seis cuadrados están conectados en el patrón de un cubo, entonces deben formar un cubo: no hay un poliedro convexo con seis caras cuadradas conectadas de la misma manera que no tenga la misma forma.
Este es un resultado fundamental en la teoría de la rigidez: una consecuencia del teorema es que, si se construye un modelo físico de un politopo convexo conectando placas rígidas para cada una de las caras del poliedro con bisagras flexibles en los bordes del poliedro, entonces este conjunto de placas y las bisagras formarán necesariamente una estructura rígida.

## Declaración
Sean P y Q politopos convexos tridimensionales combinatoriamente equivalentes; es decir, politopos convexos con retículas de aristas isomorfas. Supóngase además que cada par de caras correspondientes de P y Q son congruentes entre sí, es decir, que se pueden superponer mediante un movimiento rígido. Entonces, P y Q son congruentes.
Para ver que la condición de convexidad es necesaria, considérese un icosaedro regular. En este caso, es posible "empujar" hacia adentro un vértice para crear un poliedro no convexo que todavía es combinatoriamente equivalente al icosaedro regular. Otra forma de verlo es considerar la pirámide pentagonal alrededor de un vértice del icosaedro, y reflejarla con respecto a su base.

Icosaedro regular convexo

## Historia
El resultado se originó a partir de  los Elementos de Euclides, donde los sólidos se consideran iguales si sucede lo mismo con sus caras. Esta versión del resultado fue probada por Cauchy en 1813 basándose en un trabajo anterior de Lagrange. Un error en la prueba de Cauchy del lema principal fue corregido por Ernst Steinitz, Isaac Jacob Schoenberg y Aleksandr Danílovich Aleksándrov. La demostración corregida de Cauchy es tan corta y elegante, que figura en la obra de referencia titulada Proofs from THE BOOK.

## Generalizaciones y resultados relacionados
- El resultado no se mantiene en un plano o para poliedros no convexos en {\displaystyle \mathbb {R} ^{3}}: existen poliedros flexibles no convexos que tienen uno o más grados de libertad de movimiento y que conservan las formas de sus caras. En particular, los octaedros de Bricard son superficies flexibles auto-intersecantes descubiertas por el matemático francés Raoul Bricard en 1897. La esfera de Connelly, un poliedro flexible no convexo homeomórfico a una 2-esfera, fue descubierto por Robert Connelly en 1977.[2][3]
- Aunque originalmente fue probado por Cauchy en tres dimensiones, el teorema fue extendido a dimensiones superiores a 3 por Aleksándrov (1950).
- El teorema de rigidez de Cauchy es un corolario del teorema de Cauchy, que establece que un politopo convexo no se puede deformar si sus caras permanezcan rígidas.
- En 1974 Herman Gluck demostró que, en cierto sentido preciso, "casi todas" las superficies cerradas simplemente conexas son rígidas.[4]
- El teorema de rigidez de Dehn es una extensión del teorema de rigidez de Cauchy al campo infinitesimal. Este resultado fue obtenido por Dehn en 1916.
- El teorema de unicidad de Aleksándrov es un resultado obtenido por Aleksándrov (1950), que generaliza el teorema de Cauchy al mostrar que los poliedros convexos se describen de forma única por las líneas geodésicas del espacio métrico en su superficie. El teorema de unicidad análogo para superficies lisas fue probado por Cohn-Vossen en 1927. El teorema de unicidad de Pogorelov es un resultado obtenido por Pogorelov generalizando ambos resultados y aplicándolos a superficies convexas generales.